# Oudelandse Polder

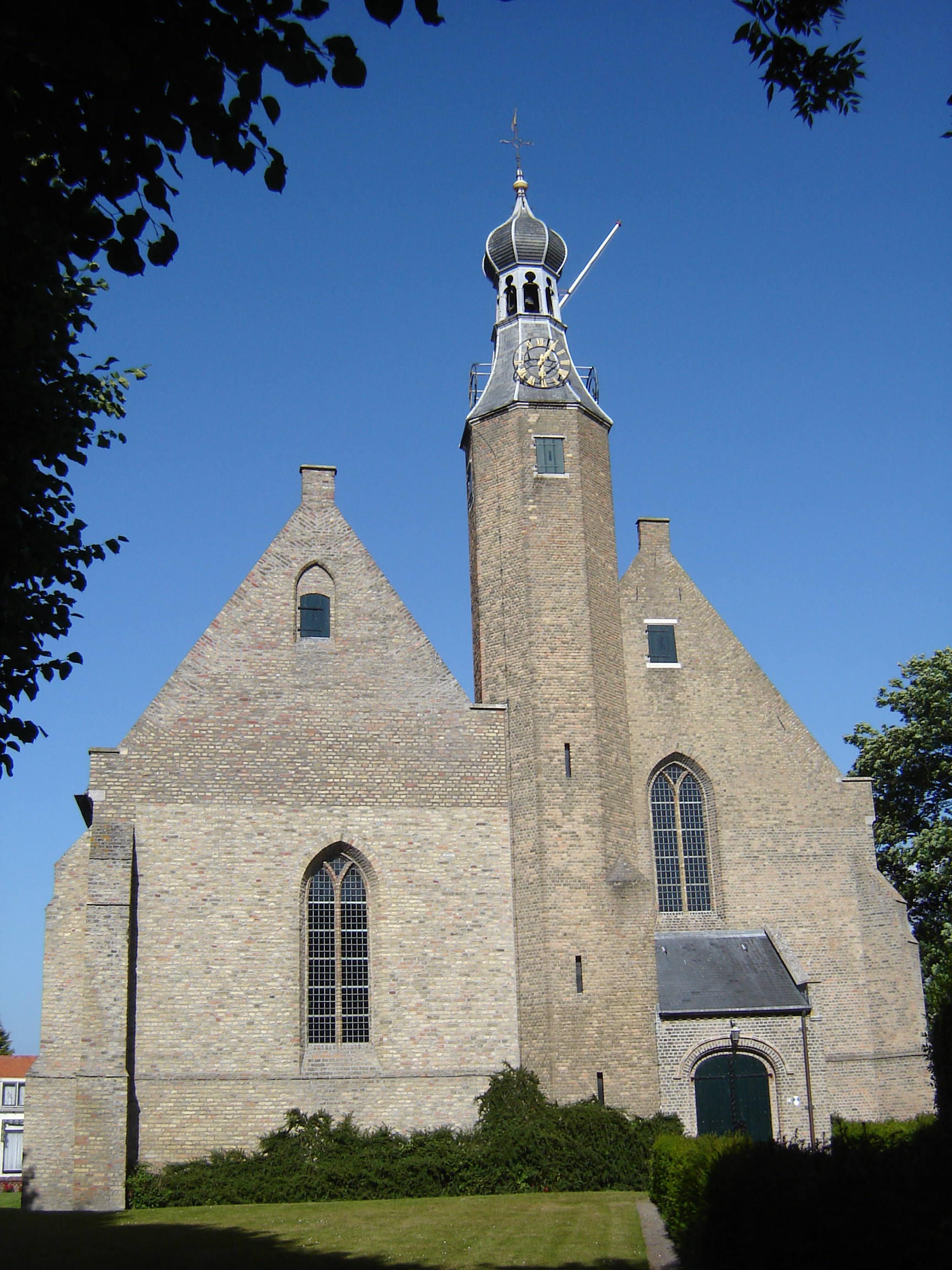
De Mariakerk van Cadzand is een markant bouwwerk in de Oudelandse Polder

De Oudelandse Polder is een polder waarin zich onder meer het dorp Cadzand bevindt.

## Geschiedenis
De polder werd reeds vermeld in 1112 en is mogelijk nog ouder. 
Oorspronkelijk werd deze polder, die tegenwoordig 907 ha groot is, opgebouwd uit een aantal beginnen, ofwel kleine poldertjes die afzonderlijk bedijkt waren. Dit is nog terug te zien in sommige perceelsgrenzen, terwijl bodemkartering het bestaan van dijkjes in de huidige polder heeft uitgewezen. Deze bedijkingen behoren tot de oudste van West-Europa.
De Oudelandse Polder strekte zich ooit uit tot ten noorden van de huidige zeewering. In het westen, waar het Zwin gelegen was, en in het noorden, werd later een inlaagdijk gelegd. Deze inlagen zijn tegenwoordig volgebouwd, onder andere de kom van Cadzand-Bad ligt in een dergelijke inlaag. Mogelijk hebben ook de ten oosten van het dorp Cadzand gelegen Vierhonderdpolder (1399), de Tienhonderdpolder (1402) en Strijdersgatpolder (1415) ooit tot de Oudelandse Polder behoord. Ze zijn dan overstroomd en later weer heringedijkt. Ook ten gevolge van de inundaties van 1583 werden sommige polders weer overstroomd en vormde de polder met enkele aansluitende delen tijdelijk een eiland, waarna herindijking volgde.

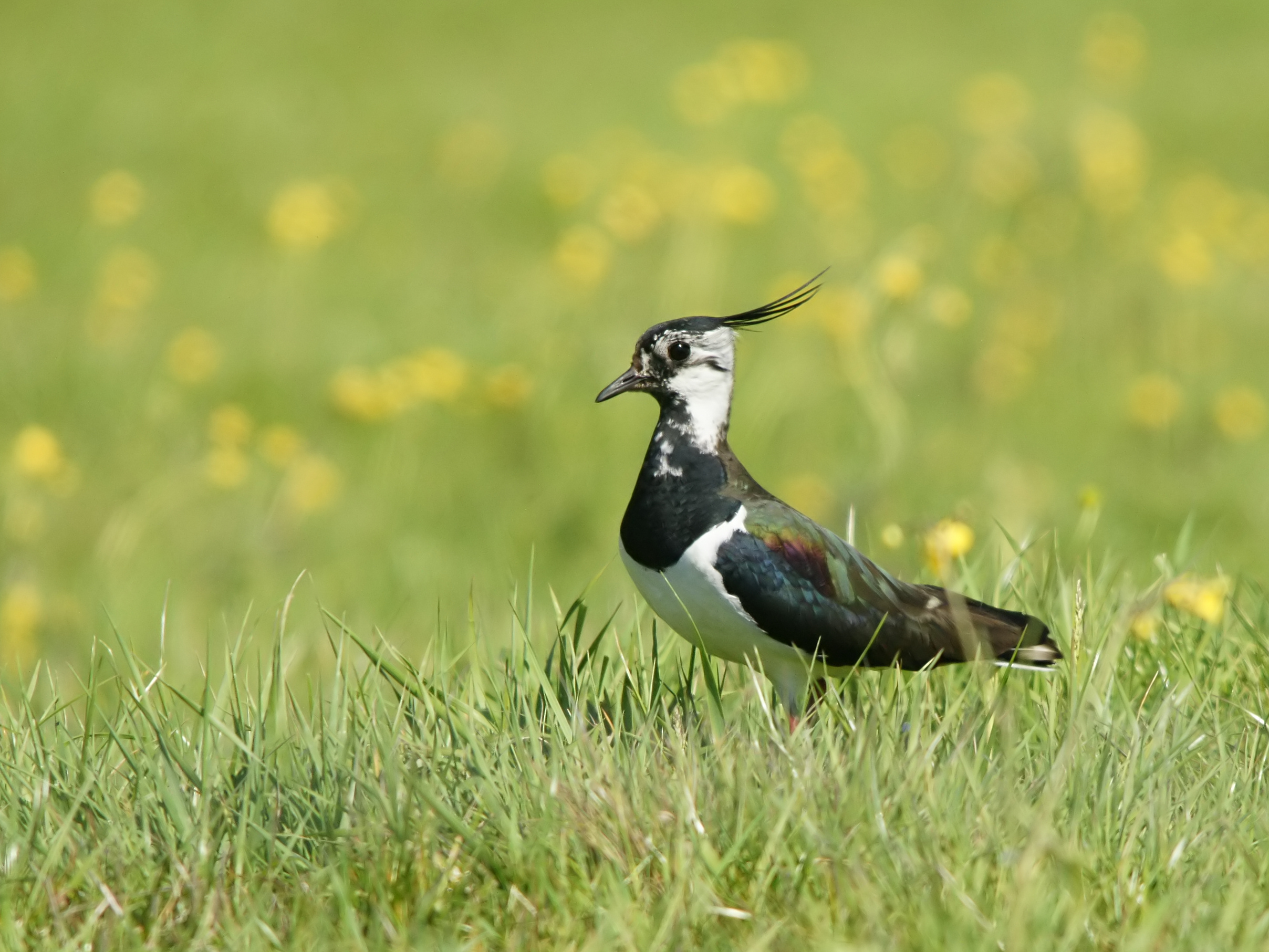
Kievit

In 1719 werd de Noorddijk aangelegd, een inlaagdijk in het noorden van de polder. In gebied ten noorden daarvan vond later echter duinvorming plaats. De bebouwing van Cadzand-Bad ligt in deze voormalige inlaag. Ook in het westen werd, aan de Zwinzijde, een dergelijke dijk aangelegd, en wel in 1724. Deze inlaag werd echter nooit overstroomd en ook hier vond duinvorming plaats. De dijk, die sinds 1874 door het Uitwateringskanaal naar de Wielingen werd doorsneden, heet Noorddijk aan de oostzijde van het kanaal. Aan de westzijde ligt een recreatiedorp, waar de Wouter Jansenstraat het tracé van de voormalige dijk volgt.
Sinds 1971 loopt het Afwateringskanaal eveneens door deze polder, om het water uit de polders bij Nieuwvliet en Zuidzande af te voeren naar het Uitwateringskanaal.
In de polder bevindt zich de kern van Cadzand, en aan de zuidwestrand ligt de buurtschap Terhofstede. De polder wordt omsloten door de Noorddijk, de Stelledijk, de Cadzandseweg, de Zanddijk, het Pompedijkje, de Braamdijk, de Oudelandseweg, de Noordmansweg, de Platteweg, de Ringdijk-Zuid en de Ringdijk-Noord. In de polder liggen boerderijen met namen als: Molinshoeve, de Schare, Herenpolre, Buitenhof, de Berghoeve en Elzenhof.

## Natuurgebied
Direct ten zuiden van de Kievittepolder ligt in de Oudelandse Polder een natuurgebied met dezelfde naam, dat 5 ha omvat en in bezit is van Het Zeeuwse Landschap. Het is een vochtig graslandgebied met poelen en een grote rijkdom aan plantensoorten. Er treedt zilte kwel op, zodat zoutminnende planten als wilde selderij, zilt torkruid en lamsoor er kunnen groeien. Door het voorkomen van tal van gradiënten groeien er ook soorten die zout niet kunnen verdragen, zoals grote ratelaar en diverse orchideeënsoorten. Er broeden weidevogels als tureluur, kluut en kievit.

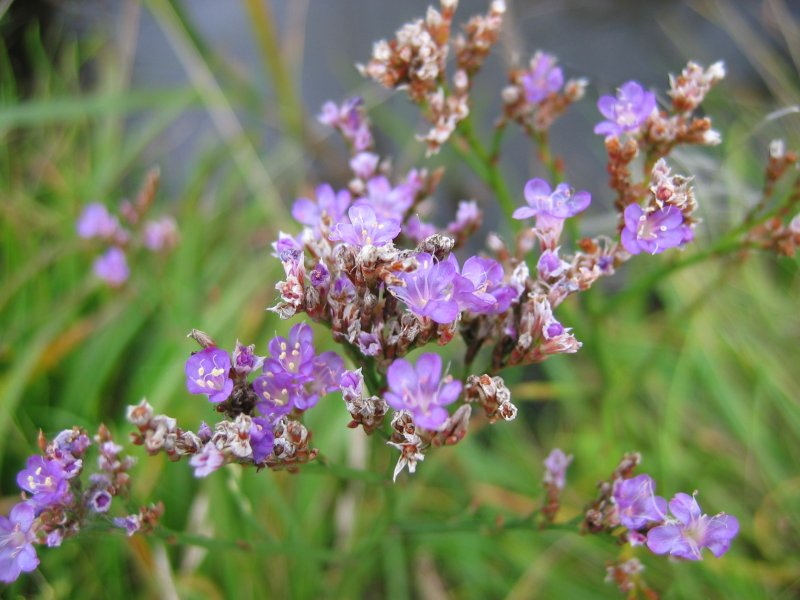
Lamsoor